# Gökalp Kılıç
Gökalp Kılıç (* 21. Januar 2000) ist ein deutscher Fußballspieler. Der Mittelfeldspieler steht beim FV Illertissen unter Vertrag.

## Karriere
Kılıç begann beim FSV Glück Auf Altenstadt mit dem Fußballspielen und wurde bis zum Alter von 15 Jahren in Schwaben beim SC Geislingen ausgebildet. Im Anschluss wurde er im Nachwuchsleistungszentrum des 1. FC Heidenheim aufgenommen. Bis Mai 2019 spielte Kılıç mit der A-Jugend Heidenheims in der U19-Bundesliga sowie im Juniorenpokal und konnte für sie als Stammspieler in 49 Pflichtspielen 15 Tore erzielen sowie elf weitere vorbereiten.
Parallel dazu wurde Kılıç im Sommer 2018 in den Kader der Zweitligamannschaft integriert und kam erstmals für sie am 25. Spieltag der Saison 2018/19 zum Einsatz. Zur Erlangung von Spielpraxis wurde der Mittelfeldspieler für die Spielzeit 2019/20 in die Regionalliga Südwest an den SSV Ulm 1846 verliehen. Dort kam der Mittelfeldspieler lediglich am 21. sowie am 22. Spieltag zu Kurzeinsätzen, anschließend wurde die Regionalligaspielzeit aufgrund der COVID-19-Pandemie abgebrochen.
Kılıç wechselte im Sommer 2021 zum Regionalligisten FC Memmingen. Im Sommer 2022 wechselte er zu Ligakonkurrent FV Illertissen.